# Aitov-Projektion

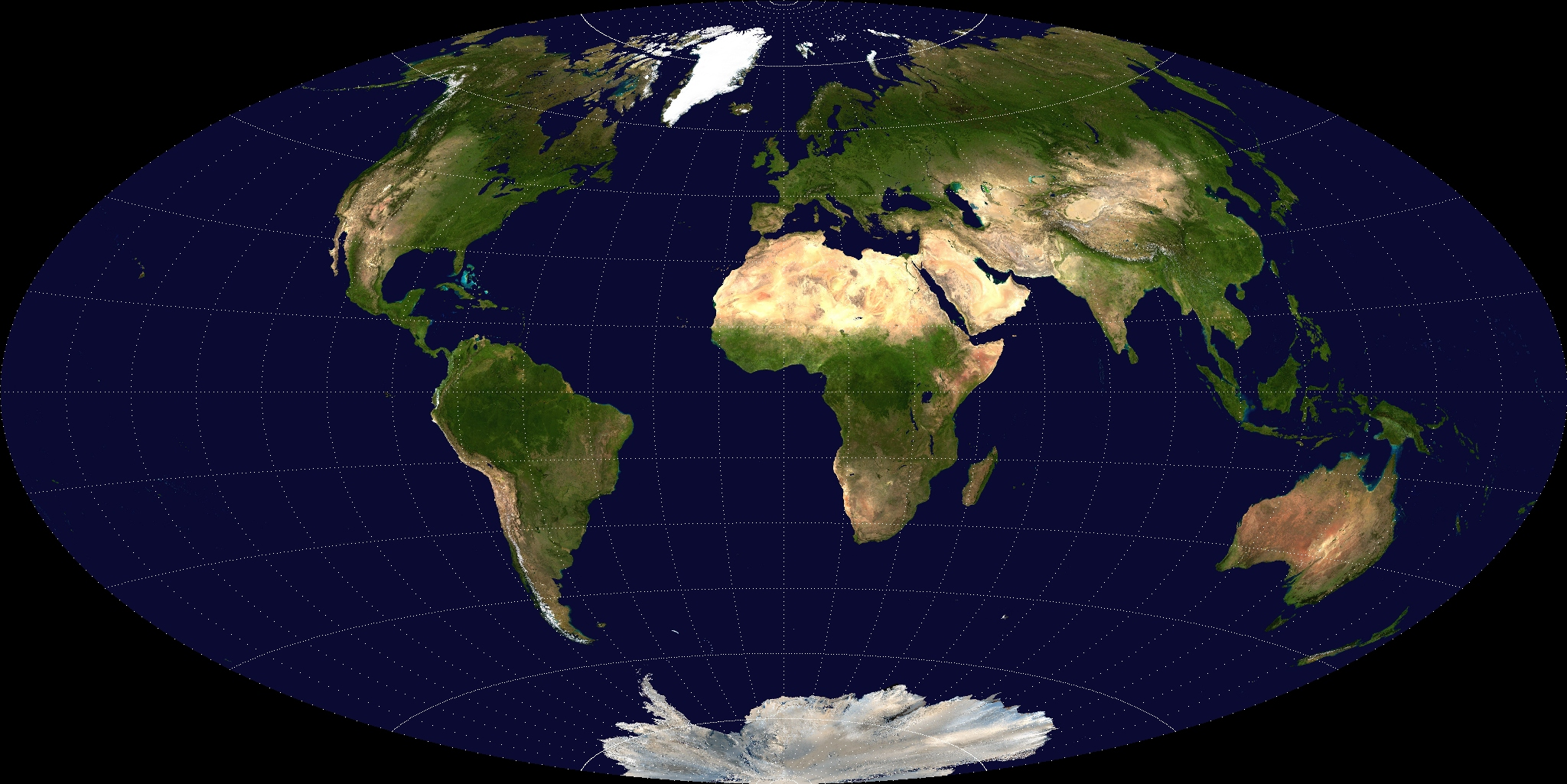
Aitov-Projektion

Die Aitov-Projektion ist eine 1889 von Dawid Alexandrowitsch Aitow vorgeschlagene Kartenprojektion.
Dabei wird die Erdoberfläche auf einer Ellipse dargestellt. Die Darstellung ist nicht flächentreu, aber auf dem Äquator und dem zentralen Meridian längentreu.

## Nachweise
- John Parr Snyder: Flattening the Earth: Two Thousand Years of Map Projections. University of Chicago Press, Chicago 1993, S. 130–133.